# Districtul Poprad
Districtul Poprad este un teritoriu administrativ din Slovacia de est cu 104.348 de locuitori și o suprafață de 1.123 km². Teritoriul se află în mare parte în regiunea istorică Zips, fostul comitat ungar Szepes. El are trei orașe Poprad (Deutschendorf), Svit, Vysoké Tatry și 26 de comune.

## Demografie
| An:                | 1994    | 2004    | 2014    | 2024    |
| ------------------ | ------- | ------- | ------- | ------- |
| Număr de persoane: | 100.937 | 104.320 | 104.494 | 101.834 |
| Diferență:         |         | +3,35%  | +0,16%  | −2,54%  |

| An:                | 2023    | 2024    |
| ------------------ | ------- | ------- |
| Număr de persoane: | 102.038 | 101.834 |
| Diferență:         |         | −0,19%  |

## Comune
| - Batizovce (Botzdorf) - Gánovce (Gansdorf) - Gerlachov (Gerlsdorf) - Hozelec (Hohesalz) - Hôrka (Horke) - Hranovnica (Grenitz) - Jánovce (Johannsdorf) - Kravany (Kuhschwanz) - Liptovská Teplička (Zeplitschke) | - Lučivná (Lautschburg) - Mengusovce (Mengsdorf) - Mlynica (Mühlenbach) - Nová Lesná (Neuwalddorf) - Spišská Teplica (Teplitz) - Spišské Bystré (Kuhbach) - Spišský Štiavnik (Schawnig) - Štôla (Stollen) - Štrba (Tschirm) | - Šuňava (Schönau) - Švábovce (Schwabsdorf) - Tatranská Javorina (Uhrngarten) - Veľký Slavkov (Großschlagendorf) - Vernár (Wernsdorf) - Vikartovce (Weigsdorf) - Vydrník (Wiedrig) - Ždiar (Morgenröthe) |